# Берри, Дэвион
Дэвион Ламонт Берри (англ. Davion Lamont Berry; род. 1 ноября 1991, Окленд, штат Калифорния, США) — американский профессиональный баскетболист, играющий на позиции атакующего защитника.

## Карьера
Бэрри окончил Высшую школу Хэйворда, выступая за команду которой был её лидером, признан «Самым ценным игроком» и попал в пятёрку лучших игроков сезона.
Студенческую карьеру Бэрри начал в команде Калифорнийского университета. Его статистика в первые 2 года составляла 18 очков и 4 подбора. Позднее Дэвион перешёл в другой университет, и согласно регламенту NCAA пропустил один сезон. Продолжая карьеру за команду Университета Вебера, Бэрри провёл 68 матчей в стартовом составе и набрал 1160 очков, что является пятнадцатым результатом в истории команды университета. Также Дэвион вошёл в десятку лучших по количеству забитых за команду 3-очковых.
В 2014 году Бэрри не был выбран на драфте, выступил за «Портленд Трэйл Блэйзерс» в Летней лиге НБА и отправился в Европу, где начал профессиональную карьеру в итальянском «Ауксилиум Торино».
Позднее Бэрри выступал за греческий «Колоссос», немецкий «Тайгерс Тюбинген» и канадский «Рэпторс 905».
Сезон 2018/2019 Бэрри провёл в составе греческого «Паниониос», стал лидером чемпионата по эффективности и попал в символическую пятёрку сезона. За 35 минут на паркете Бэрри набирал в среднем 20 очков и 5 подборов за игру.
В июле 2019 года Бэрри стал игроком «Енисея». В Единой лиге ВТБ Дэвион набирал 18,1 очка, 3,1 подбора и 3,0 передачи в среднем за игру.
В январе 2020 года Бэрри был выбран в состав команды «Звёзды Мира» для участия в «Матче всех звёзд» Единой лиги ВТБ, но из-за травмы не смог принять участия в игре.
В феврале 2020 года Берри покинул «Енисей» и перешёл в АСВЕЛ.
В августе 2021 года Берри подписал контракт с «Калевом».